# Jirō Taniguchi
Jiro Taniguchi (谷口ジロー, Taniguchi Jirō) (Tottori, 14 d'agost del 1947 - Tòquio, 11 de febrer de 2017) fou un dibuixant de manga japonès, considerat com un autor de culte i principal divulgador del manga fora del Japó.
Va començar a treballar com a assistent del dibuixant Kyota Ishikawa i va debutar en el món del manga amb Kareta Heya, publicat el 1970 en la revista Young Comic. Del 1976 al 1979 va publicar, juntament amb el guionista Natsuo Sekigawa diversos còmics. De 1984 a 1991, Taniguchi i Sekigawa van produir els cinc volums de Botchan no Jidai. Als anys noranta va crear diverses obres entre les quals es troben Aruku Hito, Chichi no koyomi i Keyaki no Ki. El 2001 va crear la sèrie Ícar a partir de textos de Moebius.
Taniguchi ha guanyat diversos premis pel seu treball. Entre altres, el premi Tezuka per Botchan no Jidai, el premi Shogakukan per Inu wo kau (Tenir un gos), i el 2003 l'Alph'Art del millor guió en el Festival del Còmic d'Angulema per Barri llunyà, pel qual també va obtenir el premi a la millor obra al Saló del Còmic de Barcelona del 2004.
Les seves obres s'han traduït a diversos idiomes. En català podem trobar la premiada Barri llunyà, publicada per Ponent Mon.

## Obres destacades
- Botchan no Jidai (1987)
- Aruku Hito (1992)

- Keyaki no Ki (1993)
- Chichi no Koyomi (1994)
- Kodoku no Gourmet (1997)
- Barri llunyà (1997)
- Kamigami no Itadaki (2000-2003)
- Toudo no Tabibito (2004)
- Sampo Mono (2006)